# Kína a 2011-es úszó-világbajnokságon
Kína a 2011-es úszó-világbajnokságon, mint házigazda vett részt. Összesen 110 sportolóval nevezett, ami a legtöbb volt.

## Érmesek
|    | Nemzet | Arany | Ezüst | Bronz | Összesen |
| 2. | Kína   | 15    | 13    | 8     | 36       |

| Érem      | Név | Sport         | Esemény                             | Dátum      |
| --------- | --- | ------------- | ----------------------------------- | ---------- |
| Aranyérem | Minxia Wu He Zi | Műugrás       | Női 3 méteres műugrás               | július 16. |
| Aranyérem | Qiu Bo Huo Liang | Műugrás       | Férfi 10 méteres szinkronugrás      | július 17. |
| Aranyérem | Li Shixin | Műugrás       | Férfi 1 méteres műugrás             | július 18. |
| Aranyérem | Vang Hao Csen Zso-lin | Műugrás       | Női 10 méteres szinkronugrás        | július 18. |
| Aranyérem | Csin Kaj Luo Yutong | Műugrás       | Férfi 3 méteres szinkronugrás       | július 19. |
| Aranyérem | Shi Tingmao | Műugrás       | Női 1 méteres műugrás               | július 19. |
| Aranyérem | Csen Zso-lin | Műugrás       | Női 10 méteres toronyugrás          | július 21. |
| Aranyérem | He Chong | Műugrás       | Férfi 3 méteres műugrás             | július 22. |
| Aranyérem | Wu Minxia | Műugrás       | Női 3 méteres műugrás               | július 23. |
| Aranyérem | Qiu Bo | Műugrás       | Férfi 10 méteres toronyugrás        | július 24. |
| Aranyérem | Ye Shiwen | Úszás         | Női 200 méteres vegyesúszás         | július 25. |
| Aranyérem | Zhao Jing | Úszás         | Női 100 méteres hátúszás            | július 26. |
| Aranyérem | Szun Jang | Úszás         | Férfi 800 méteres gyorsúszás        | július 27. |
| Aranyérem | Jiao Liuyang | Úszás         | Női 200 méteres pillangóúszás       | július 28. |
| Aranyérem | Szun Jang | Úszás         | Férfi 1500 méteres gyorsúszás       | július 31. |
| Ezüstérem | Huang Xuechen | Szinkronúszás | Egyéni rövid program szinkronúszás  | július 17. |
| Ezüstérem | He Min | Műugrás       | Férfi 1 méteres műugrás             | július 18. |
| Ezüstérem | Huang Xuechen Liu Ou Luo Xi (tartalék) | Szinkronúszás | Páros rövid program szinkronúszás   | július 18. |
| Ezüstérem | Wang Han | Műugrás       | Női 1 méteres műugrás               | július 19. |
| Ezüstérem | Chang Si Huang Xuechen Jiang Tingting Jiang Wenwen Liu Ou Luo Xi Sun Wenyan Wu Yiwen Chen Xiaojun (tartalék) Guo Li (tartalék)                         | Szinkronúszás | Csapat rövid program szinkronúszás  | július 19. |
| Ezüstérem | Hu Yadan | Műugrás       | Női 10 méteres toronyugrás          | július 21. |
| Ezüstérem | Chang Si Chen Xiaojun Fan Jiachen Guo Li Huang Xuechen Jiang Tingting Liu Ou Luo Xi Wu Yiwen Yu Lele Jiang Tingting (tartalék) Jiang Wenwen (tartalék) | Szinkronúszás | Kombinációs kűr szinkronúszás       | július 21. |
| Ezüstérem | Jiang Tingting Jiang Wenwen | Szinkronúszás | Páros szabad program szinkronúszás  | július 22. |
| Ezüstérem | He Zi | Műugrás       | Női 3 méteres műugrás               | július 23. |
| Ezüstérem | Chang Si Fan Jiachen Huang Xuechen Jiang Tingting Jiang Wenwen Liu Ou Luo Xi Wu Yiwen Chen Xiaojun (tartalék) Sun Wenyan (tartalék)                    | Szinkronúszás | Csapat szabad program szinkronúszás | július 23. |
| Ezüstérem | Szun Jang | Úszás         | Férfi 400 méteres gyorsúszás        | július 24. |
| Ezüstérem | Jun Yang Fei Teng Ping Liu Yujun Sun Jin He Yating Sun Donglun Song Yuan Chen Yi Wang Huanhuan Ma Huizi Sun Lei Zhang Ying Wang                        | Vízilabda     | Női vízilabda                       | július 29. |
| Ezüstérem | Zhao Jing Ji Liping Lu Ying Tang Yi Gao Chang Sun Ye Jiao Liuyang Li Zhesi                                                                             | Úszás         | Női 4 × 100 méteres vegyes váltó    | július 30. |
| Bronzérem | Sun Wenyan | Szinkronúszás | Egyéni szabad program szinkronúszás | július 20. |
| Bronzérem | Lu Ying | Úszás         | Női 100 méteres pillangóúszás       | július 25. |
| Bronzérem | Li Xuanxu | Úszás         | Női 1500 méteres gyorsúszás         | július 26. |
| Bronzérem | Ji Liping | Úszás         | Női 100 méteres mellúszás           | július 26. |
| Bronzérem | Wu Peng | Úszás         | Férfi 200 méteres pillangóúszás     | július 27. |
| Bronzérem | Liu Zige | Úszás         | Női 200 méteres pillangóúszás       | július 28. |
| Bronzérem | Csen Csien (Chen Qian) Pang Jiaying Liu Jing Tang Yi Zhu Qianwei                                                                                       | Úszás         | Női 4 × 200 méteres gyorsváltó      | július 28. |
| Bronzérem | Wang Shun Csang Lin Li Jün-csi (Li Yunqi) Szun Jang Jiang Yuhui                                                                                        | Úszás         | Férfi 4 × 200 méteres gyorsváltó    | július 29. |

| Érmek dátum szerint | Érmek dátum szerint | Érmek dátum szerint | Érmek dátum szerint | Érmek dátum szerint | Érmek dátum szerint | Érmek dátum szerint |
| ------------------- | ------------------- | ------------------- | ------------------- | ------------------- | ------------------- | ------------------- |
| Nap                 | Dátum               |                     |                     |                     | Összesen            |                     |
| 1. nap              | 16.                 | 1                   | 0                   | 0                   | 1                   |                     |
| 2. nap              | 17.                 | 1                   | 1                   | 0                   | 2                   |                     |
| 3. nap              | 18.                 | 2                   | 2                   | 0                   | 4                   |                     |
| 4. nap              | 19.                 | 2                   | 2                   | 0                   | 4                   |                     |
| 5. nap              | 20.                 | 0                   | 0                   | 1                   | 1                   |                     |
| 6. nap              | 21.                 | 1                   | 2                   | 0                   | 3                   |                     |
| 7. nap              | 22.                 | 1                   | 1                   | 0                   | 2                   |                     |
| 8. nap              | 23.                 | 1                   | 2                   | 0                   | 3                   |                     |
| 9. nap              | 24.                 | 1                   | 1                   | 0                   | 2                   |                     |
| 10. nap             | 25.                 | 1                   | 0                   | 1                   | 2                   |                     |
| 11. nap             | 26.                 | 1                   | 0                   | 2                   | 3                   |                     |
| 12. nap             | 27.                 | 1                   | 0                   | 1                   | 2                   |                     |
| 13. nap             | 28.                 | 1                   | 0                   | 2                   | 3                   |                     |
| 14. nap             | 29.                 | 0                   | 1                   | 1                   | 2                   |                     |
| 15. nap             | 30.                 | 0                   | 1                   | 0                   | 1                   |                     |
| 16. nap             | 31.                 | 1                   | 0                   | 0                   | 1                   |                     |
| Összesen            | Összesen            | 15                  | 13                  | 8                   | 36                  |                     |

## Műugrás
Férfi
| Versenyző           | Esemény                        | Selejtező | Selejtező | Elődöntő | Elődöntő | Döntő  | Döntő     |
| Versenyző           | Esemény                        | Pont      | Helyezés  | Pont     | Helyezés | Pont   | Helyezés  |
| ------------------- | ------------------------------ | --------- | --------- | -------- | -------- | ------ | --------- |
| He Min              | Férfi 1 méteres műugrás        | 432.95    | 2 Q       |          |          | 444.00 | Ezüstérem |
| Li Shixin           | Férfi 1 méteres műugrás        | 438.00    | 1 Q       |          |          | 463.90 | Aranyérem |
| He Chong            | Férfi 3 méteres műugrás        | 500.40    | 2 Q       | 523.50   | 1 Q      | 554.30 | Aranyérem |
| Csin Kaj            | Férfi 3 méteres műugrás        | 504.75    | 1 Q       | 523.25   | 2 Q      | 481.90 | 4         |
| Qiu Bo              | Férfi 10 méteres toronyugrás   | 562.20    | 1 Q       | 579.55   | 1 Q      | 585.45 | Aranyérem |
| Zhou Lüxin          | Férfi 10 méteres toronyugrás   | 528.85    | 2 Q       | 473.75   | 5 Q      | 441.00 | 10        |
| Luo Yutong Csin Kaj | Férfi 3 méteres szinkronugrás  | 452.19    | 1 Q       |          |          | 463.98 | Aranyérem |
| Huo Liang Qiu Bo    | Férfi 10 méteres szinkronugrás | 477.96    | 1 Q       |          |          | 480.03 | Aranyérem |

Női
| Versenyző             | Esemény                      | Selejtező | Selejtező | Elődöntő | Elődöntő | Döntő  | Döntő     |
| Versenyző             | Esemény                      | Pont      | Helyezés  | Pont     | Helyezés | Pont   | Helyezés  |
| --------------------- | ---------------------------- | --------- | --------- | -------- | -------- | ------ | --------- |
| Shi Tingmao           | Női 1 méteres műugrás        | 294.65    | 2 Q       |          |          | 318.65 | Aranyérem |
| Wang Han              | Női 1 méteres műugrás        | 306.60    | 1 Q       |          |          | 310.20 | Ezüstérem |
| He Zi                 | Női 3 méteres műugrás        | 347.55    | 1 Q       | 358.05   | 3 Q      | 379.15 | Ezüstérem |
| Wu Minxia             | Női 3 méteres műugrás        | 345.85    | 2 Q       | 360.65   | 1 Q      | 380.85 | Aranyérem |
| Csen Zso-lin          | Női 10 méteres toronyugrás   | 370.30    | 2 Q       | 385.95   | 2 Q      | 405.30 | Aranyérem |
| Hu Yadan              | Női 10 méteres toronyugrás   | 382.25    | 1 Q       | 403.65   | 1 Q      | 394.00 | Ezüstérem |
| He Zi Wu Minxia       | Női 3 méteres szinkronugrás  | 324.90    | 1 Q       |          |          | 356.40 | Aranyérem |
| Csen Zso-lin Vang Hao | Női 10 méteres szinkronugrás | 335.34    | 1 Q       |          |          | 362.58 | Aranyérem |

## Hosszútávúszás
Férfi
| Versenyzők      | Esemény                             | Döntő     | Döntő    |
| Versenyzők      | Esemény                             | Idő       | Helyezés |
| --------------- | ----------------------------------- | --------- | -------- |
| Xu Wenchao      | Férfi 5 kilométeres hosszútávúszás  | 56:32.2   | 15       |
| Yao Han         | Férfi 5 kilométeres hosszútávúszás  | 1:02:03.6 | 37       |
| Jiang Tiansheng | Férfi 10 kilométeres hosszútávúszás | 2:00:45.0 | 41       |
| Zhang Zibin     | Férfi 10 kilométeres hosszútávúszás | 1:55:20.2 | 24       |
| Han Lidu        | Férfi 25 kilométeres hosszútávúszás | 5:32:02.1 | 17       |
| Weng Jingwei    | Férfi 25 kilométeres hosszútávúszás | 5:47:16.0 | 19       |

Női
| Versenyzők   | Esemény                           | Döntő      | Döntő    |
| Versenyzők   | Esemény                           | Idő        | Helyezés |
| ------------ | --------------------------------- | ---------- | -------- |
| Shi Yu       | Női 5 kilométeres hosszútávúszás  | 1:01:00.3  | 17       |
| Wang Hefei   | Női 5 kilométeres hosszútávúszás  | 1:01:06.8  | 20       |
| Fang Yanqiao | Női 10 kilométeres hosszútávúszás | 2:02:24.6  | 12       |
| Li Xue       | Női 10 kilométeres hosszútávúszás | 2:04:39.90 | 27       |
| Sun Minjie   | Női 25 kilométeres hosszútávúszás | 5:55:16.3  | 16       |
| Cao Shiyue   | Női 25 kilométeres hosszútávúszás | 5:54:21.9  | 15       |

Csapat
| Versenyzők                          | Esemény               | Döntő     | Döntő    |
| Versenyzők                          | Esemény               | Idő       | Helyezés |
| ----------------------------------- | --------------------- | --------- | -------- |
| Fang Yanqiao Xu Wenchao Zhang Zibin | Csapat hosszútávúszás | 1:01:02.2 | 8        |

## Úszás
Férfi
22 úszó
| Versenyző(k)                       | Esemény                                                                     | Selejtező | Selejtező | Elődöntő          | Elődöntő          | Döntő               | Döntő               |
| Versenyző(k)                       | Esemény                                                                     | Idő       | Helyezés  | Idő               | Helyezés          | Idő                 | Helyezés            |
| ---------------------------------- | --------------------------------------------------------------------------- | --------- | --------- | ----------------- | ----------------- | ------------------- | ------------------- |
| Férfi 50 méteres gyorsúszás        | Lü Cse-vu (Lü Zhiwu)                                                        | 22.55     | 24        | Nem jutott tovább | Nem jutott tovább | Nem jutott tovább   | Nem jutott tovább   |
| Férfi 100 méteres gyorsúszás       | Lü Cse-vu (Lü Zhiwu)                                                        | 49.26     | 26        | Nem jutott tovább | Nem jutott tovább | Nem jutott tovább   | Nem jutott tovább   |
| Férfi 100 méteres gyorsúszás       | Csiang Haj-csi (Jiang Haiqi)                                                | 50.16     | 38        | Nem jutott tovább | Nem jutott tovább | Nem jutott tovább   | Nem jutott tovább   |
| Férfi 200 méteres gyorsúszás       | Li Jün-csi (Li Yunqi)                                                       | 1:48.94   | 24        | Nem jutott tovább | Nem jutott tovább | Nem jutott tovább   | Nem jutott tovább   |
| Férfi 200 méteres gyorsúszás       | Csiang Haj-csi (Jiang Haiqi)                                                | 1:49.43   | 29        | Nem jutott tovább | Nem jutott tovább | Nem jutott tovább   | Nem jutott tovább   |
| Férfi 400 méteres gyorsúszás       | Szun Jang (Sun Yang)                                                        | 3:44.87   | 1 Q       |                   |                   | 3:43.24             | Ezüstérem           |
| Férfi 400 méteres gyorsúszás       | Taj Csün (Dai Jun)                                                          | 3:47.58   | 11        |                   |                   | Nem jutott tovább   | Nem jutott tovább   |
| Férfi 800 méteres gyorsúszás       | Szun Jang (Sun Yang)                                                        | 7:45.29   | 1 Q       |                   |                   | 7:38.57             | Aranyérem           |
| Férfi 800 méteres gyorsúszás       | Taj Csün (Dai Jun)                                                          | 7:54.63   | 12        |                   |                   | Nem jutott tovább   | Nem jutott tovább   |
| Férfi 1500 méteres gyorsúszás      | Szun Jang (Sun Yang)                                                        | 14:48.13  | 1 Q       |                   |                   | 14:34.14            | Aranyérem           |
| Férfi 1500 méteres gyorsúszás      | Taj Csün (Dai Jun)                                                          | 15:09.15  | 12        |                   |                   | Nem jutott tovább   | Nem jutott tovább   |
| Férfi 50 méteres hátúszás          | Cheng Feiyi                                                                 | 25.52     | 18        | Nem jutott tovább | Nem jutott tovább | Nem jutott tovább   | Nem jutott tovább   |
| Férfi 50 méteres hátúszás          | Sun Xiaolei                                                                 | 25.44     | 17        | Nem jutott tovább | Nem jutott tovább | Nem jutott tovább   | Nem jutott tovább   |
| Férfi 100 méteres hátúszás         | Cheng Feiyi                                                                 | 54.60     | 20        | Nem jutott tovább | Nem jutott tovább | Nem jutott tovább   | Nem jutott tovább   |
| Férfi 100 méteres hátúszás         | Sun Xiaolei                                                                 | 54.43     | 16 Q      | 54.21             | 15                | Nem jutott tovább   | Nem jutott tovább   |
| Férfi 200 méteres hátúszás         | Cheng Feiyi                                                                 | 1:59.08   | 20        | Nem jutott tovább | Nem jutott tovább | Nem jutott tovább   | Nem jutott tovább   |
| Férfi 200 méteres hátúszás         | Zhang Fenglin                                                               | 1:57.37   | 5 Q       | 1:56.70           | 4 Q               | 1:56.39             | 4                   |
| Férfi 50 méteres mellúszás         | Gu Biaorong                                                                 | 28.14     | 19        | Nem jutott tovább | Nem jutott tovább | Nem jutott tovább   | Nem jutott tovább   |
| Férfi 100 méteres mellúszás        | Xie Zhi                                                                     | 1:01.30   | 23        | Nem jutott tovább | Nem jutott tovább | Nem jutott tovább   | Nem jutott tovább   |
| Férfi 100 méteres mellúszás        | Csen Cseng                                                                  | 1:01.81   | 36        | Nem jutott tovább | Nem jutott tovább | Nem jutott tovább   | Nem jutott tovább   |
| Férfi 200 méteres mellúszás        | Xue Ruipeng                                                                 | 2:13.54   | 22        | Nem jutott tovább | Nem jutott tovább | Nem jutott tovább   | Nem jutott tovább   |
| Férfi 200 méteres mellúszás        | Huang Chaosheng                                                             | 2:13.02   | 17        | Nem jutott tovább | Nem jutott tovább | Nem jutott tovább   | Nem jutott tovább   |
| Férfi 50 méteres pillangóúszás     | Zhou Jiawei                                                                 | 24.33     | 27        | Nem jutott tovább | Nem jutott tovább | Nem jutott tovább   | Nem jutott tovább   |
| Férfi 100 méteres pillangóúszás    | Zhou Jiawei                                                                 | 53.23     | 28        | Nem jutott tovább | Nem jutott tovább | Nem jutott tovább   | Nem jutott tovább   |
| Férfi 100 méteres pillangóúszás    | Wu Peng                                                                     | 53.59     | 35        | Nem jutott tovább | Nem jutott tovább | Nem jutott tovább   | Nem jutott tovább   |
| Férfi 200 méteres pillangóúszás    | Chen Yin                                                                    | 1:56.23   | 6 Q       | 1:54.80           | 2 Q               | 1:55.00             | 4                   |
| Férfi 200 méteres pillangóúszás    | Wu Peng                                                                     | 1:56.98   | 15 Q      | 1:55.28           | 5 Q               | 1:54.67             | Bronzérem           |
| Férfi 200 méteres vegyesúszás      | Wang Shun                                                                   | 2:00.12   | 18        | Nem jutott tovább | Nem jutott tovább | Nem jutott tovább   | Nem jutott tovább   |
| Férfi 200 méteres vegyesúszás      | Zhang Fenglin                                                               | 2:04.49   | 33        | Nem jutott tovább | Nem jutott tovább | Nem jutott tovább   | Nem jutott tovább   |
| Férfi 400 méteres vegyesúszás      | Huang Chaosheng                                                             | 4:14.07   | 3 Q       |                   |                   | 4:13.62             | 4                   |
| Férfi 400 méteres vegyesúszás      | Wang Chengxiang                                                             | 4:16.45   | 7 Q       |                   |                   | 4:15.89             | 7                   |
| Férfi 4 × 100 méteres gyorsváltó   | Lü Cse-vu (Lü Zhiwu) Csiang Haj-csi (Jiang Haiqi) He Jianbin Zhang Enjian   | 3:17.56   | 13        |                   |                   | Nem jutottak tovább | Nem jutottak tovább |
| Férfi 4 × 200 méteres gyorsváltó   | Wang Shun Csang Lin Li Jün-csi (Li Yunqi) Szun Jang (Sun Yang) Jiang Yuhui* | 7:12.19   | 6 Q       |                   |                   | 7:05.67             | Bronzérem           |
| Férfi 4 × 100 méteres vegyes váltó | Sun Xiaolei Xie Zhi Zhou Jiawei Lü Cse-vu (Lü Zhiwu)                        | 3:36.92   | 13        |                   |                   | Nem jutottak tovább | Nem jutottak tovább |

- * csak a selejtezőben úszott

Női
23 úszó
| Versenyző(k)                     | Esemény                                                                        | Selejtező | Selejtező | Elődöntő          | Elődöntő          | Döntő             | Döntő             |
| Versenyző(k)                     | Esemény                                                                        | Idő       | Helyezés  | Idő               | Helyezés          | Idő               | Helyezés          |
| -------------------------------- | ------------------------------------------------------------------------------ | --------- | --------- | ----------------- | ----------------- | ----------------- | ----------------- |
| Női 50 méteres gyorsúszás        | Li Zhesi                                                                       | DNS       | DNS       | Nem jutott tovább | Nem jutott tovább | Nem jutott tovább | Nem jutott tovább |
| Női 50 méteres gyorsúszás        | Zhu Qianwei                                                                    | 25.57     | 21        | Nem jutott tovább | Nem jutott tovább | Nem jutott tovább | Nem jutott tovább |
| Női 100 méteres gyorsúszás       | Tang Yi                                                                        | 54.37     | 6 Q       | Visszalépett      | Visszalépett      | Nem jutott tovább | Nem jutott tovább |
| Női 100 méteres gyorsúszás       | Wang Shijia                                                                    | 54.99     | 19        | Nem jutott tovább | Nem jutott tovább | Nem jutott tovább | Nem jutott tovább |
| Női 200 méteres gyorsúszás       | Tang Yi                                                                        | 1:58.30   | 15 Q      | 1:57.91           | 11                | Nem jutott tovább | Nem jutott tovább |
| Női 200 méteres gyorsúszás       | Zhu Qianwei                                                                    | 1:59.22   | 21        | Nem jutott tovább | Nem jutott tovább | Nem jutott tovább | Nem jutott tovább |
| Női 400 méteres gyorsúszás       | Song Wenyan                                                                    | 4:16.26   | 23        |                   |                   | Nem jutott tovább | Nem jutott tovább |
| Női 400 méteres gyorsúszás       | Shao Yiwen                                                                     | 4:08.42   | 10        |                   |                   | Nem jutott tovább | Nem jutott tovább |
| Női 800 méteres gyorsúszás       | Csen Csien                                                                     | 8:42.15   | 19        |                   |                   | Nem jutott tovább | Nem jutott tovább |
| Női 800 méteres gyorsúszás       | Shao Yiwen                                                                     | 8:29.05   | 10        |                   |                   | Nem jutott tovább | Nem jutott tovább |
| Női 1500 méteres gyorsúszás      | Li Xuanxu                                                                      | 16:05.82  | 6 Q       |                   |                   | 15:58.02          | Bronzérem         |
| Női 1500 méteres gyorsúszás      | Shao Yiwen                                                                     | 16:01.72  | 2 Q       |                   |                   | 16:12.01          | 8                 |
| Női 50 méteres hátúszás          | Gao Chang                                                                      | 28.27     | 3 Q       | 28.05             | 4 Q               | 28.06             | 4                 |
| Női 50 méteres hátúszás          | Zhou Yanxin                                                                    | 28.24     | 2 Q       | 28.44             | 11                | Nem jutott tovább | Nem jutott tovább |
| Női 100 méteres hátúszás         | Gao Chang                                                                      | 1:01.84   | 22        | Nem jutott tovább | Nem jutott tovább | Nem jutott tovább | Nem jutott tovább |
| Női 100 méteres hátúszás         | Zhao Jing                                                                      | 1:00.66   | 10 Q      | 59.44             | 3 Q               | 59.05             | Aranyérem         |
| Női 200 méteres hátúszás         | Zhu Jiani                                                                      | 2:11.84   | 18        | Nem jutott tovább | Nem jutott tovább | Nem jutott tovább | Nem jutott tovább |
| Női 200 méteres hátúszás         | Zhao Jing                                                                      | 2:10.40   | 12 Q      | 2:08.86           | 10                | Nem jutott tovább | Nem jutott tovább |
| Női 50 méteres mellúszás         | Zhao Jin                                                                       | 31.40     | 10 Q      | 31.46             | 10                | Nem jutott tovább | Nem jutott tovább |
| Női 50 méteres mellúszás         | Liu Xiaoyu                                                                     | 31.32     | 9 Q       | 31.50             | 11                | Nem jutott tovább | Nem jutott tovább |
| Női 100 méteres mellúszás        | Ji Liping                                                                      | 1:07.10   | 2 Q       | 1:07.09           | 3 Q               | 1:06.52           | Bronzérem         |
| Női 100 méteres mellúszás        | Sun Ye                                                                         | 1:07.96   | 10 Q      | 1:07.25           | 5 Q               | 1:07.08           | 5                 |
| Női 200 méteres mellúszás        | Ji Liping                                                                      | 2:27.91   | 17        | Nem jutott tovább | Nem jutott tovább | Nem jutott tovább | Nem jutott tovább |
| Női 200 méteres mellúszás        | Sun Ye                                                                         | 2:27.17   | 9 Q       | 2:24.59           | 3 Q               | 2:25.09           | 4                 |
| Női 50 méteres pillangóúszás     | Jiao Liuyang                                                                   | 27.03     | 22        | Nem jutott tovább | Nem jutott tovább | Nem jutott tovább | Nem jutott tovább |
| Női 50 méteres pillangóúszás     | Lu Ying                                                                        | 26.16     | 4 Q       | 25.87             | 3 Q               | 25.87             | 4                 |
| Női 100 méteres pillangóúszás    | Liu Zige                                                                       | 58.44     | 9 Q       | 57.85             | 6 Q               | 57.57             | 6                 |
| Női 100 méteres pillangóúszás    | Lu Ying                                                                        | 57.93     | 5 Q       | 57.18             | 2 Q               | 57.06             | Bronzérem         |
| Női 200 méteres pillangóúszás    | Liu Zige                                                                       | 2:08.28   | 5 Q       | 2:06.69           | 3 Q               | 2:05.90           | Bronzérem         |
| Női 200 méteres pillangóúszás    | Jiao Liuyang                                                                   | 2:08.47   | 8 Q       | 2:06.99           | 7 Q               | 2:05.55           | Aranyérem         |
| Női 200 méteres vegyesúszás      | Ye Shiwen                                                                      | 2:11.63   | 4 Q       | 2:10.08           | 3 Q               | 2:08.90           | Aranyérem         |
| Női 200 méteres vegyesúszás      | Zhu Xiaoya                                                                     | 2:14.98   | 17        | Nem jutott tovább | Nem jutott tovább | Nem jutott tovább | Nem jutott tovább |
| Női 400 méteres vegyesúszás      | Ye Shiwen                                                                      | 4:38.18   | 8 Q       |                   |                   | 4:35.15           | 5                 |
| Női 400 méteres vegyesúszás      | Li Xuanxu                                                                      | 4:37.61   | 7 Q       |                   |                   | 4:35.78           | 6                 |
| Női 4 × 100 méteres gyorsváltó   | Li Zhesi Wang Shijia Pang Jiaying Tang Yi                                      | 3:37.14   | 3 Q       |                   |                   | 3:36.40           | 4                 |
| Női 4 × 200 méteres gyorsváltó   | Csen Csien Pang Jiaying Liu Jing Tang Yi Zhu Qianwei*                          | 7:53.21   | 4 Q       |                   |                   | 7:47.66           | Bronzérem         |
| Női 4 × 100 méteres vegyes váltó | Zhao Jing Ji Liping Lu Ying Tang Yi Gao Chang* Sun Ye* Jiao Liuyang* Li Zhesi* | 3:59.44   | 3 Q       |                   |                   | 3:55.61           | Ezüstérem         |

- * csak a selejtezőkben úszott

## Szinkronúszás
Női
| Versenyző(k) | Esemény               | Selejtező | Selejtező | Döntő  | Döntő     |
| Versenyző(k) | Esemény               | Pont      | Helyezés  | Pont   | Helyezés  |
| --- | --------------------- | --------- | --------- | ------ | --------- |
| Huang Xuechen | Egyéni rövid program  | 95.500    | 2 Q       | 96.500 | Ezüstérem |
| Sun Wenyan | Egyéni szabad program | 95.970    | 3 Q       | 95.840 | Bronzérem |
| Huang Xuechen Liu Ou Luo Xi (tartalék) | Páros rövid program   | 95.800    | 2 Q       | 96.500 | Ezüstérem |
| Jiang Tingting Jiang Wenwen | Páros szabad program  | 96.770    | 2 Q       | 96.810 | Ezüstérem |
| Chang Si Huang Xuechen Jiang Tingting Jiang Wenwen Liu Ou Luo Xi Sun Wenyan Wu Yiwen Chen Xiaojun (tartalék) Guo Li (tartalék)                     | Csapat rövid program  | 96.000    | 2 Q       | 96.800 | Ezüstérem |
| Chang Si Fan Jiachen Huang Xuechen Jiang Tingting Jiang Wenwen Liu Ou Luo Xi Wu Yiwen Chen Xiaojun (tartalék) Sun Wenyan (tartalék)                | Csapat szabad program | 96.440    | 2 Q       | 96.580 | Ezüstérem |
| Chang Si Chen Xiaojun Fan Jiachen Guo Li Huang Xuechen Liu Ou Luo Xi Sun Wenyan Wu Yiwen Yu Lele Jiang Tingting (tartalék) Jiang Wenwen (tartalék) | Kombinációs kűr       | 96.320    | 2 Q       | 96.390 | Ezüstérem |

## Vízilabda

### Férfi
Csapattagok
- Ge Weiqing
- Tan Feihu
- Liang Zhongxing
- Yu Lijun
- Guo Junliang
- Pan Ning
- Li Bin – Kapitány
- Vang Jang
- Xie Junmin
- Li Li
- Zhang Chufeng
- Dong Tianyi
- Wu Honghui

#### B csoport
| Csapat     | M | Gy | D | V | G+ | G– | Gk  | P |
| ---------- | - | -- | - | - | -- | -- | --- | - |
| Szerbia    | 3 | 3  | 0 | 0 | 41 | 19 | +22 | 6 |
| Ausztrália | 3 | 2  | 0 | 1 | 30 | 27 | +3  | 4 |
| Románia    | 3 | 1  | 0 | 2 | 27 | 31 | –4  | 2 |
| Kína       | 3 | 0  | 0 | 3 | 22 | 43 | –21 | 0 |

| 2011. július 18. 21:00 | Szerbia              | 17 – 5      | Kína         | Sanghaj Nézőszám: 400 Játékvezetők: Flahive (AUS), Reemnet (NED) |
| 2011. július 18. 21:00 | (5–1, 3–0, 2–2, 7–2) |             |              | Sanghaj Nézőszám: 400 Játékvezetők: Flahive (AUS), Reemnet (NED) |
| 2011. július 18. 21:00 | Filipović 4          | Jegyzőkönyv | öt játékos 1 | Sanghaj Nézőszám: 400 Játékvezetők: Flahive (AUS), Reemnet (NED) |

| 2011. július 20. 21:00 | Ausztrália           | 12 – 7      | Kína               | Sanghaj Nézőszám: 550 Játékvezetők: Koryzna (POL), Pinker (RSA) |
| 2011. július 20. 21:00 | (1–2, 1–2, 3–2, 7–1) |             |                    | Sanghaj Nézőszám: 550 Játékvezetők: Koryzna (POL), Pinker (RSA) |
| 2011. július 20. 21:00 | Campbell, Younger 3  | Jegyzőkönyv | Pan Ning, Li Bin 2 | Sanghaj Nézőszám: 550 Játékvezetők: Koryzna (POL), Pinker (RSA) |

| 2011. július 22. 21:00 | Románia              | 14 – 10     | Kína       | Sanghaj Nézőszám: 550 Játékvezetők: Rotsart (USA), Deslieres (CAN) |
| 2011. július 22. 21:00 | (2–3, 3–3, 5–0, 4–4) |             |            | Sanghaj Nézőszám: 550 Játékvezetők: Rotsart (USA), Deslieres (CAN) |
| 2011. július 22. 21:00 | Radu 8               | Jegyzőkönyv | Pan Ning 3 | Sanghaj Nézőszám: 550 Játékvezetők: Rotsart (USA), Deslieres (CAN) |

#### A 13–16. helyért
| 25. mérkőzés 2011. július 24. 09:30 | Kazahsztán           | 8 – 7       | Kína         | Sanghaj Nézőszám: 1000 Játékvezetők: Alexandrescu (ROU), Williams (NZL) |
| 25. mérkőzés 2011. július 24. 09:30 | (2–2, 3–2, 2–0, 1–3) |             |              | Sanghaj Nézőszám: 1000 Játékvezetők: Alexandrescu (ROU), Williams (NZL) |
| 25. mérkőzés 2011. július 24. 09:30 | Pilipenko, Panfili 2 | Jegyzőkönyv | Liang, Xie 2 | Sanghaj Nézőszám: 1000 Játékvezetők: Alexandrescu (ROU), Williams (NZL) |

#### A 15. helyért
| 31. mérkőzés 2011. július 26. 08:40 | Kína                 | 9 – 4       | Dél-Afrika | Sanghaj Nézőszám: 250 Játékvezetők: Menendez (CUB), Cabral (BRA) |
| 31. mérkőzés 2011. július 26. 08:40 | (3–1, 2–2, 2–0, 2–1) |             |            | Sanghaj Nézőszám: 250 Játékvezetők: Menendez (CUB), Cabral (BRA) |
| 31. mérkőzés 2011. július 26. 08:40 | Yu, Li 2             | Jegyzőkönyv | Bell 2     | Sanghaj Nézőszám: 250 Játékvezetők: Menendez (CUB), Cabral (BRA) |

### Női
Csapattagok
- Jun Yang
- Fei Teng – Kapitány
- Ping Liu
- Yujun Sun
- Jin He
- Yating Sun
- Donglun Song
- Yuan Chen
- Yi Wang
- Huanhuan Ma
- Huizi Sun
- Lei Zhang
- Ying Wang

#### D csoport
| Csapat      | M | Gy | D | V | G+ | G– | Gk  | P |
| ----------- | - | -- | - | - | -- | -- | --- | - |
| Olaszország | 3 | 3  | 0 | 0 | 40 | 15 | +25 | 6 |
| Kína        | 3 | 2  | 0 | 1 | 50 | 21 | +29 | 4 |
| Kuba        | 3 | 0  | 1 | 2 | 19 | 40 | −21 | 1 |
| Dél-Afrika  | 3 | 0  | 1 | 2 | 16 | 49 | −33 | 1 |

| 2011. július 17. 19:00 | Dél-Afrika           | 5 – 22      | Kína | Sanghaj Nézőszám: 450 Játékvezetők: Deslieres (CAN), Makita (JPN) |
| 2011. július 17. 19:00 | (1–5, 0–6, 2–5, 2–6) |             |      | Sanghaj Nézőszám: 450 Játékvezetők: Deslieres (CAN), Makita (JPN) |
| 2011. július 17. 19:00 | White, Young 2       | Jegyzőkönyv | Ma 6 | Sanghaj Nézőszám: 450 Játékvezetők: Deslieres (CAN), Makita (JPN) |

| 2011. július 19. 21:00 | Kína                 | 19 – 6      | Kuba                                  | Sanghaj Nézőszám: 700 Játékvezetők: Balfanbajev (KAZ), Gonzalez (PUR) |
| 2011. július 19. 21:00 | (6–2, 4–0, 5–2, 4–2) |             |                                       | Sanghaj Nézőszám: 700 Játékvezetők: Balfanbajev (KAZ), Gonzalez (PUR) |
| 2011. július 19. 21:00 | Vang Ji 4            | Jegyzőkönyv | Hernendez Consuegra, Gutierrez More 2 | Sanghaj Nézőszám: 700 Játékvezetők: Balfanbajev (KAZ), Gonzalez (PUR) |

| 2011. július 21. 21:00 | Olaszország          | 10 – 9      | Kína      | Sanghaj Játékvezetők: Koganov (AZE), Flahive (AUS) |
| 2011. július 21. 21:00 | (4–2, 2–1, 3–3, 1–3) |             |           | Sanghaj Játékvezetők: Koganov (AZE), Flahive (AUS) |
| 2011. július 21. 21:00 | Bianconi 3           | Jegyzőkönyv | Vang Ji 3 | Sanghaj Játékvezetők: Koganov (AZE), Flahive (AUS) |

#### A negyeddöntőbe jutásért
| 30. mérkőzés 2011. július 23. 21:00 | Spanyolország        | 6 – 15      | Kína          | Sanghaj Játékvezetők: Stavridis (GRE), Naumov (RUS) |
| 30. mérkőzés 2011. július 23. 21:00 | (2–7, 1–2, 2–3, 1–3) |             |               | Sanghaj Játékvezetők: Stavridis (GRE), Naumov (RUS) |
| 30. mérkőzés 2011. július 23. 21:00 | Gil Sorli 3          | Jegyzőkönyv | Ma Huanhuan 5 | Sanghaj Játékvezetők: Stavridis (GRE), Naumov (RUS) |

#### Negyeddöntő
| 36. mérkőzés 2011. július 25. 21:00 | Kanada               | 7 – 9       | Kína         | Sanghaj Nézőszám: 850 Játékvezetők: Stavridis (GRE), Caputi (ITA) |
| 36. mérkőzés 2011. július 25. 21:00 | (2–3, 2–2, 3–3, 0–1) |             |              | Sanghaj Nézőszám: 850 Játékvezetők: Stavridis (GRE), Caputi (ITA) |
| 36. mérkőzés 2011. július 25. 21:00 | Csikos 3             | Jegyzőkönyv | Sun Yating 3 | Sanghaj Nézőszám: 850 Játékvezetők: Stavridis (GRE), Caputi (ITA) |

#### Elődöntő
| 43. mérkőzés 2011. július 27. 21:00 | Oroszország           | 12 – 13     | Kína                | Sanghaj Nézőszám: 1400 Játékvezetők: Margeta (SLO), Flahive (AUS) |
| 43. mérkőzés 2011. július 27. 21:00 | (3–4 , 3–3, 3–2, 3–4) |             |                     | Sanghaj Nézőszám: 1400 Játékvezetők: Margeta (SLO), Flahive (AUS) |
| 43. mérkőzés 2011. július 27. 21:00 | Fedotova, Tankeeva 3  | Jegyzőkönyv | Sun Yating, Vang Ji | Sanghaj Nézőszám: 1400 Játékvezetők: Margeta (SLO), Flahive (AUS) |

#### Döntő
| 48. mérkőzés 2011. július 29. 21:00 | Kína                 | 8 – 9       | Görögország         | Sanghaj Nézőszám: 600 Játékvezetők: Caputi (ITA), Brgulian (MNE) |
| 48. mérkőzés 2011. július 29. 21:00 | (2–2, 0–2, 4–4, 2–1) |             |                     | Sanghaj Nézőszám: 600 Játékvezetők: Caputi (ITA), Brgulian (MNE) |
| 48. mérkőzés 2011. július 29. 21:00 | Liu, Wang 2          | Jegyzőkönyv | Asimaki, Roumpesi 3 | Sanghaj Nézőszám: 600 Játékvezetők: Caputi (ITA), Brgulian (MNE) |

| Csapat | Helyezés  |
| ------ | --------- |
| Kína   | Ezüstérem |